# Serie A2 2019-2020 (pallamano maschile)
La Serie A2 2019-2020 è stata la 50ª edizione del secondo massimo torneo di pallamano maschile in Italia.

A causa dell'emergenza di CoVid19 verificatasi in Italia, la Federazione ha deciso di far concludere in anticipo il campionato.
Ad essere promosse in Serie A - 1ª Divisione Nazionale sono state le prime classificate di ogni girone al 7 marzo 2020: la Polisportiva Cingoli dopo un anno e il San Giorgio Molteno e l'ASD Albatro Siracusa dopo due anni di mancanza.

## Avvenimenti
In via eccezionale la FIGH ha accettato la richiesta da parte della società austriaca dell'Innsbruck Tirol di partecipare al campionato. Gli austriaci sono fuori classifica. 

A partecipare al campionato vi è anche la seconda squadra del Cassano Magnago Handball Club che però non può essere promossa in Serie A vista la concomitante partecipazione della prima squadra al massimo campionato.
Dai campionati regionali sono stati promossi Leno, Casalgrande, Poggibonsese, Noci, Albatro Siracusa e Nuoro (per vittoria dei rispettivi gironi), per riammissione San Vito Marano e Chiaravalle. Dalla A1 sono state retrocesse Bologna United e Cingoli. Sono state ripescate Scicli, CUS Palermo e Tavarnelle. Sono state reintegrate le retrocesse Oderzo, Emmeti e Valentino Ferrara.
Il 4 agosto vengono comunicati i calendari per la regular season, con la notizia del ritiro dal campionato delle squadre Scicli e Valentino Ferrara, entrambe partecipanti al girone C.
Il campionato subisce uno stop di quasi un mese per l'emergenza di Coronavirus che colpisce l'Italia. Il 5 aprile la Federazione decide di chiudere anticipatamente la stagione regolare dal momento che risulta difficile concludere il campionato. Le prime classificate di ogni girone vengono promosse in Serie A senza passare per i playoff, mentre non ci sono retrocessioni.

## Girone A

### Classifica
|  | Pos. | Squadra             | Pt | %    | G  | V  | N | S  | GF  | GS  | D    | Note             |
|  | ---- | ------------------- | -- | ---- | -- | -- | - | -- | --- | --- | ---- | ---------------- |
|  | 1.   | Tirol               | 32 | 1.77 | 18 | 15 | 2 | 1  | 532 | 399 | +133 | Fuori classifica |
|  | 2.   | Molteno             | 33 | 1.73 | 19 | 16 | 1 | 2  | 541 | 426 | +115 | Promozione       |
|  | 3.   | Torri               | 23 | 1.27 | 18 | 10 | 3 | 5  | 488 | 450 | +38  |                  |
|  | 4.   | Emmeti              | 21 | 1.16 | 18 | 9  | 3 | 6  | 437 | 449 | -12  |                  |
|  | 5.   | Malo                | 20 | 1.11 | 18 | 9  | 2 | 7  | 497 | 455 | +42  |                  |
|  | 6.   | Oderzo              | 20 | 1.11 | 18 | 9  | 2 | 7  | 491 | 471 | +20  |                  |
|  | 7.   | Mezzocorona         | 21 | 1.10 | 19 | 10 | 1 | 8  | 491 | 484 | +7   |                  |
|  | 8.   | Cassano Magnago B   | 19 | 1.00 | 19 | 9  | 1 | 9  | 480 | 479 | +1   |                  |
|  | 9.   | Ferrara United (-5) | 16 | 0.84 | 19 | 9  | 3 | 7  | 517 | 472 | +45  |                  |
|  | 10.  | Taufers             | 16 | 0.84 | 19 | 8  | 0 | 11 | 473 | 513 | -40  |                  |
|  | 11.  | Crenna              | 15 | 0.78 | 19 | 7  | 1 | 10 | 433 | 474 | -43  |                  |
|  | 12.  | Leno                | 9  | 0.50 | 18 | 4  | 1 | 13 | 391 | 471 | -80  |                  |
|  | 13.  | Vigasio             | 6  | 0.31 | 19 | 2  | 2 | 15 | 439 | 553 | -114 |                  |
|  | 14.  | San Vito            | 2  | 0.11 | 17 | 1  | 0 | 16 | 370 | 484 | -114 |                  |

## Girone B

### Classifica
|  | Pos. | Squadra         | Pt | %     | G  | V  | N | S  | GF  | GS  | D    | Note       |
|  | ---- | --------------- | -- | ----- | -- | -- | - | -- | --- | --- | ---- | ---------- |
|  | 1.   | Cingoli         | 42 | 1.90  | 22 | 20 | 2 | 0  | 711 | 487 | +224 | Promozione |
|  | 2.   | Secchia Rubiera | 34 | 1.61  | 21 | 17 | 0 | 4  | 559 | 461 | +98  |            |
|  | 3.   | Bologna United  | 35 | 1.59  | 22 | 17 | 1 | 4  | 598 | 489 | +109 |            |
|  | 4.   | Parma           | 30 | 1.50  | 20 | 15 | 0 | 5  | 538 | 429 | +109 |            |
|  | 5.   | Verdeazzurro    | 27 | 1.35  | 20 | 12 | 3 | 5  | 624 | 576 | +48  |            |
|  | 6.   | Romagna         | 26 | 1.18  | 22 | 12 | 2 | 8  | 564 | 504 | +60  |            |
|  | 7.   | Ambra           | 26 | 1.13  | 22 | 11 | 4 | 7  | 659 | 614 | +45  |            |
|  | 8.   | 2 Agosto        | 24 | 1.09  | 22 | 10 | 4 | 8  | 573 | 549 | +24  |            |
|  | 9.   | Camerano        | 19 | 0.95  | 20 | 9  | 1 | 10 | 501 | 504 | -3   |            |
|  | 10.  | Tavarnelle      | 19 | 0.86  | 22 | 9  | 1 | 12 | 610 | 646 | -36  |            |
|  | 11.  | Fiorentina      | 18 | 0.81  | 22 | 9  | 0 | 13 | 547 | 558 | -11  |            |
|  | 12.  | Casalgrande     | 11 | 0.52  | 21 | 4  | 3 | 14 | 556 | 638 | -82  |            |
|  | 13.  | Poggibonsese    | 7  | 0.30  | 23 | 3  | 1 | 19 | 595 | 734 | -139 |            |
|  | 14.  | Chiaravalle     | 4  | 0.19  | 21 | 2  | 0 | 19 | 439 | 569 | -130 |            |
|  | 15.  | Nuoro (-1)      | -1 | -0.04 | 21 | 0  | 0 | 21 | 395 | 700 | -305 |            |

## Girone C

### Classifica
|  | Pos. | Squadra          | Pt | %    | G  | V  | N | S  | GF  | GS  | D    | Note       |
|  | ---- | ---------------- | -- | ---- | -- | -- | - | -- | --- | --- | ---- | ---------- |
|  | 1.   | Albatro Siracusa | 28 | 1.86 | 15 | 14 | 0 | 1  | 458 | 347 | +105 | Promozione |
|  | 2.   | Teramo           | 18 | 1.20 | 15 | 8  | 2 | 5  | 344 | 327 | +17  |            |
|  | 3.   | CUS Palermo      | 17 | 1.13 | 15 | 7  | 3 | 5  | 401 | 431 | -30  |            |
|  | 4.   | Noci             | 16 | 1.06 | 15 | 7  | 2 | 6  | 408 | 408 | +0   |            |
|  | 5.   | Mascalucia       | 13 | 0.86 | 15 | 6  | 1 | 8  | 398 | 407 | -9   |            |
|  | 6.   | Benevento        | 12 | 0.80 | 15 | 5  | 2 | 8  | 365 | 380 | -25  |            |
|  | 7.   | Alcamo           | 12 | 0.80 | 15 | 5  | 2 | 8  | 370 | 386 | -16  |            |
|  | 8.   | Putignano        | 4  | 0.26 | 15 | 2  | 0 | 13 | 330 | 388 | -58  |            |